# Walt Brown
Walt Brown, ameriški dirkač Formule 1, * 30. december 1911, Springfield, New York, ZDA, † 29. julij 1951, Williams Grove, Pensilvanija, ZDA.

## Življenjepis
Brown je pokojni ameriški dirkač, ki je med letoma 1947 in 1951 sodeloval na ameriški dirki Indianapolis 500, ki je med letoma 1950 in 1960 štela tudi za prvenstvo Formule 1. Najboljši rezultat je dosegel na dirki leta 1950, ko je zasedel devetnajsto mesto. Leta 1951 je umrl za posledicami nesreče na dirki v Williams Grovu.